# Saint-Jacques-des-Blats
Pour les articles homonymes, voir Saint-Jacques.
Saint-Jacques-des-Blats est une commune française, située dans le département du Cantal en région Auvergne-Rhône-Alpes. Son territoire s'étend jusqu'au Plomb du Cantal, point culminant du département.

## Géographie
Située à 1 000 m d'altitude, elle comprend la haute vallée de la Cère, qui y prend sa source au col de Font de Cère, avec les contreforts du Plomb du Cantal, qui sont couverts de forêts de sapin et dans lesquels sont percés les trois tunnels du Lioran : deux routiers (un seul ouvert) et un ferroviaire.
Son territoire, qui est entièrement compris dans le parc des volcans d'Auvergne, est borné au nord par la commune de Laveissière, au sud par celles de Thiézac, Saint-Clément et Pailherols, à l'ouest par celle de Mandailles-Saint-Julien, et à l'est par celles d'Albepierre-Bredons et Brezons.

### Communes limitrophes
Les communes limitrophes sont Albepierre-Bredons, Brezons, Laveissière, Mandailles-Saint-Julien, Pailherols, Saint-Clément et Thiézac.

### Climat
Pour des articles plus généraux, voir Climat d'Auvergne-Rhône-Alpes et Climat du Cantal.
En 2010, le climat de la commune est de type climat de montagne, selon une étude du CNRS s'appuyant sur une série de données couvrant la période 1971-2000. En 2020, Météo-France publie une typologie des climats de la France métropolitaine dans laquelle la commune est exposée à un climat de montagne ou de marges de montagne et est dans la région climatique  Ouest et nord-ouest du Massif Central, caractérisée par une pluviométrie annuelle de 900 à 1 500 mm, maximale en automne et en hiver. 
Pour la période 1971-2000, la température annuelle moyenne est de 7,7 °C, avec une amplitude thermique annuelle de 15,2 °C. Le cumul annuel moyen de précipitations est de 1 709 mm, avec 13,4 jours de précipitations en janvier et 9,6 jours en juillet. Pour la période 1991-2020, la température moyenne annuelle observée sur la station météorologique de Météo-France la plus proche, « Le Lioran_sapc »sur la commune de Laveissière à 10 km à vol d'oiseau, est de 7,0 °C et le cumul annuel moyen de précipitations est de 2 129,1 mm,. Pour l'avenir, les paramètres climatiques de la commune estimés pour 2050 selon différents scénarios d'émission de gaz à effet de serre sont consultables sur un site dédié publié par Météo-France en novembre 2022.

## Urbanisme

### Typologie
Au 1er janvier 2024, Saint-Jacques-des-Blats est catégorisée commune rurale à habitat très dispersé, selon la nouvelle grille communale de densité à 7 niveaux définie par l'Insee en 2022.
Elle est située hors unité urbaine et hors attraction des villes,.

### Occupation des sols
L'occupation des sols de la commune, telle qu'elle ressort de la base de données européenne d’occupation biophysique des sols Corine Land Cover (CLC), est marquée par l'importance des forêts et milieux semi-naturels (70,6 % en 2018), en diminution par rapport à 1990 (71,9 %). La répartition détaillée en 2018 est la suivante : 
forêts (40,1 %), milieux à végétation arbustive et/ou herbacée (30 %), prairies (26,1 %), zones urbanisées (2 %), zones agricoles hétérogènes (1,3 %), espaces ouverts, sans ou avec peu de végétation (0,4 %). L'évolution de l’occupation des sols de la commune et de ses infrastructures peut être observée sur les différentes représentations cartographiques du territoire : la carte de Cassini (XVIIIe siècle), la carte d'état-major (1820-1866) et les cartes ou photos aériennes de l'IGN pour la période actuelle (1950 à aujourd'hui).

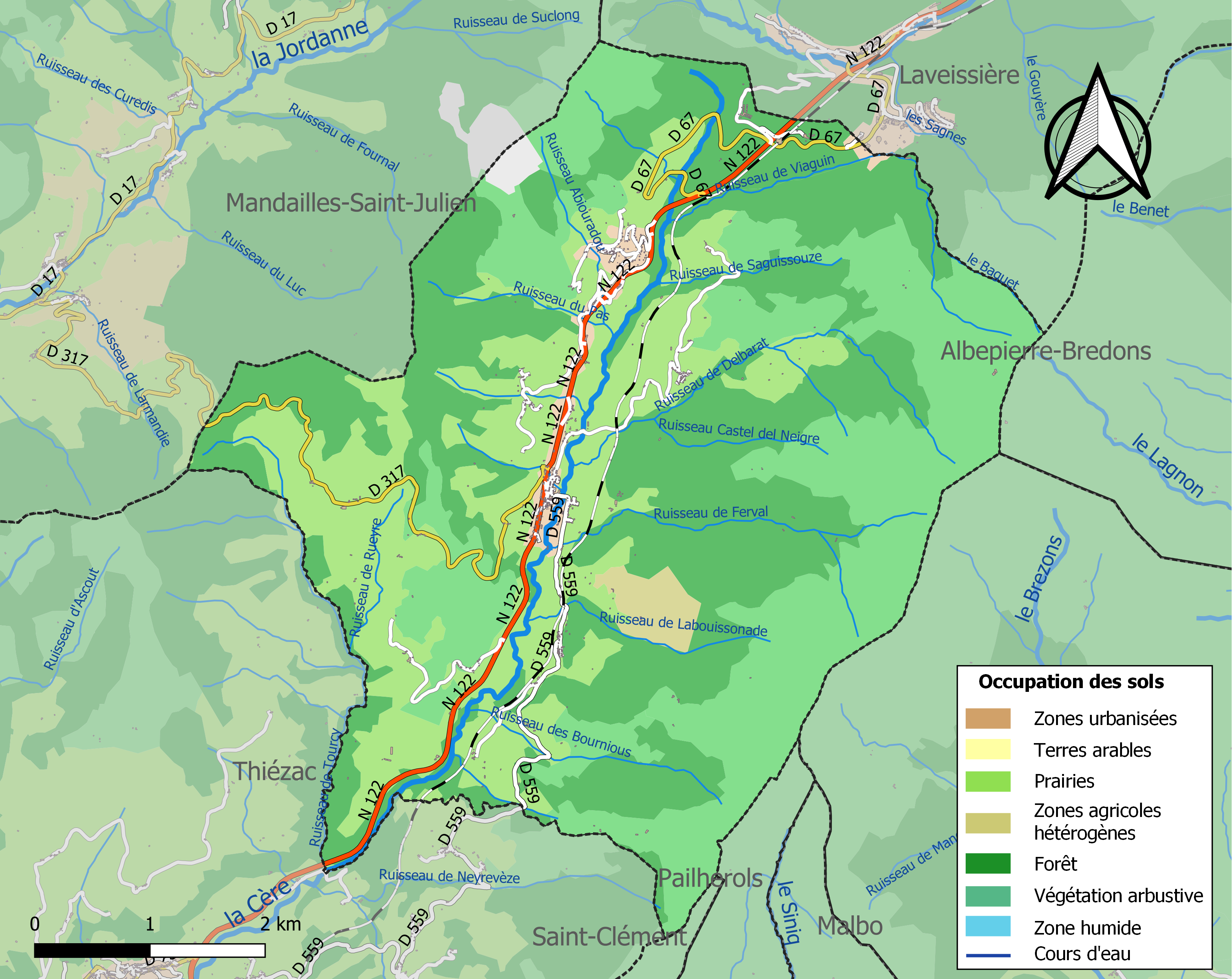
Carte des infrastructures et de l'occupation des sols de la commune en 2018 (CLC).

### Habitat et logement
En 2018, le nombre total de logements dans la commune était de 460, alors qu'il était de 432 en 2013 et de 423 en 2008.
Parmi ces logements, 31,5 % étaient des résidences principales, 65,3 % des résidences secondaires et 3,2 % des logements vacants. Ces logements étaient pour 71,5 % d'entre eux des maisons individuelles et pour 28,3 % des appartements.
Le tableau ci-dessous présente la typologie des logements à Saint-Jacques-des-Blats en 2018 en comparaison avec celle du Cantal et de la France entière. Une caractéristique marquante du parc de logements est ainsi une proportion de résidences secondaires et logements occasionnels (65,3 %) supérieure à celle du département (20,4 %) et à celle de la France entière (9,7 %). Concernant le statut d'occupation de ces logements, 75 % des habitants de la commune sont propriétaires de leur logement (72,1 % en 2013), contre 70,4 % pour le Cantal et 57,5 pour la France entière.
| Typologie                                               | Saint-Jacques-des-Blats | Cantal | France entière |
| ------------------------------------------------------- | ----------------------- | ------ | -------------- |
| Résidences principales (en %)                           | 31,5                    | 67,7   | 82,1           |
| Résidences secondaires et logements occasionnels (en %) | 65,3                    | 20,4   | 9,7            |
| Logements vacants (en %)                                | 3,2                     | 11,9   | 8,2            |

## Histoire

### Paroisse
- 1378 : une chapelle à Saint-Jacques dépendant de la paroisse de Thiézac est mentionnée sur un chemin de Saint-Jacques-de-Compostelle, la via Arvernha.
- 15 mars 1789 : convocation de la communauté des habitants sous le porche de l'église. Saint-Jacques a alors 130 feux et un prêtre qui avait « sur les bras plus de 700 communiants ».
- 28 août 1808 : décret d'érection de la paroisse, la succursale de Thiézac devient une église indépendante.
- 1867 : inauguration de l'église actuelle, l'abbé Trousselier étant curé.
- 14 août 1962 : passage du cardinal Quiroga y Palacios, archevêque de Saint-Jacques-de-Compostelle. Il bénit une stèle située sur la route nationale et déplacée depuis sous le porche de l'église, l'abbé Jammet étant curé.
- 13 avril 2007 : dédicace de l'église à Notre-Dame-de-l'Amitié.
- 11 août 2012 : célébration du 50e anniversaire du passage de l'archevêque de Saint-Jacques-de-Compostelle par le vicaire général du diocèse de Saint-Flour, l'abbé Cheminade. Bénédiction d'une stèle et d'une exposition permanente.
- 7 avril 2013 : création de la paroisse Saint-Jacques-Berthieu-en-Carladès englobant l'ancienne paroisse de Saint-Jacques-des-Blats.

Travaux en 1885, 1889, 1910, 1930 et 2005.

### Seigneurie
Elle était comprise dans celle de Thiézac qui comprenait toute la haute vallée de la Cère. Elle appartenait d'abord à la famille de Cère, dont le château était situé à Muret au-dessus de la route entre Vic et Thiézac.

### Industrie
L'importance de la production de bois a permis en 1498, au sieur Raynaud Reynal, gentilhomme verrier du Languedoc, d'établir une verrerie au lieu qui est appelé depuis, Veyrière.

## Politique et administration
| Période | Période                        | Identité                     | Étiquette | Qualité  |
| ------- | ------------------------------ | ---------------------------- | --------- | -------- |
| 1793    | an II                          | M. Guillaume Riom            |           |          |
| an II   | an IV                          | M. Jean Gard                 |           |          |
| an IV   | 1808                           | M. Antoine Gard              |           |          |
| 1808    | 1812                           | M. Antoine Nauthonier        |           |          |
| 1813    | 1813                           | M. Jacques Manhes            |           |          |
| 1814    | 1814                           | M. Antoine Peschaud          |           |          |
| 1814    | 1816                           | M. Pierre Gard               |           |          |
| 1816    | 1821                           | M. Antoine Savarie           |           |          |
| 1821    | 1831                           | M. Pierre Gard               |           |          |
| 1831    | 1849                           | M. Antoine Manhes            |           |          |
| 1849    | 1849                           | M. Antoine Bruel             |           |          |
| 1849    | 1866                           | M. Antoine Chiniard          |           |          |
| 1866    | 1874                           | M. Antoine Nauthonier        |           |          |
| 1874    | 1876                           | M. Antoine Frédéric Peschaud |           |          |
| 1876    | 1876                           | M. Jean Davines              |           |          |
| 1876    | 1898                           | M. Antoine Nauthonier        |           |          |
| 1898    | 1904                           | M. Louis Desprats            |           |          |
| 1904    | 1919                           | M. Antoine Desprats          |           |          |
| 1919    | 1925                           | M. Louis Desprats            |           |          |
| 1925    | 1940                           | M. Antoine Desprats          |           |          |
| 1945    | 1971                           | M. Antoine Manhes            |           |          |
| 1971    | 1983                           | M. Antoine Peyronnet         |           |          |
| 1983    | 1989                           | M. Jean Auzolle              |           |          |
| 1989    | 2014                           | M. Jacques Frescal           |           |          |
| 2014    | En cours (au 9 septembre 2020) | Mme Lynda Bénard             | DVD       | Employée |

## Population et société

### Démographie
L'évolution du nombre d'habitants est connue à travers les recensements de la population effectués dans la commune depuis 1793. Pour les communes de moins de 10 000 habitants, une enquête de recensement portant sur toute la population est réalisée tous les cinq ans, les populations de référence des années intermédiaires étant quant à elles estimées par interpolation ou extrapolation. Pour la commune, le premier recensement exhaustif entrant dans le cadre du nouveau dispositif a été réalisé en 2004.

En 2022, la commune comptait 292 habitants, en évolution de −16,33 % par rapport à 2016 (Cantal : −1,08 %, France hors Mayotte : +2,11 %).
| 1793  | 1800 | 1806 | 1821 | 1831 | 1836 | 1841  | 1846 | 1851 |
| ----- | ---- | ---- | ---- | ---- | ---- | ----- | ---- | ---- |
| 1 140 | 791  | 991  | 909  | 900  | 953  | 1 009 | 951  | 957  |

| 1856 | 1861 | 1866  | 1872 | 1876 | 1881 | 1886  | 1891 | 1896 |
| ---- | ---- | ----- | ---- | ---- | ---- | ----- | ---- | ---- |
| 865  | 900  | 1 126 | 943  | 911  | 955  | 1 002 | 948  | 884  |

| 1901 | 1906 | 1911 | 1921 | 1926 | 1931 | 1936 | 1946 | 1954 |
| ---- | ---- | ---- | ---- | ---- | ---- | ---- | ---- | ---- |
| 814  | 822  | 763  | 720  | 661  | 643  | 625  | 600  | 557  |

| 1962 | 1968 | 1975 | 1982 | 1990 | 1999 | 2004 | 2006 | 2009 |
| ---- | ---- | ---- | ---- | ---- | ---- | ---- | ---- | ---- |
| 512  | 459  | 395  | 387  | 352  | 325  | 330  | 316  | 324  |

| 2014 | 2019 | 2022 | - | - | - | - | - | - |
| ---- | ---- | ---- | - | - | - | - | - | - |
| 333  | 293  | 292  | - | - | - | - | - | - |

## Culture locale et patrimoine

### Lieux et monuments
- Église paroissiale Saint-Jacques ;
- Niervèze, village avec la chaumière de Granier.

### Patrimoine naturel
- Les gorges de la Cère.

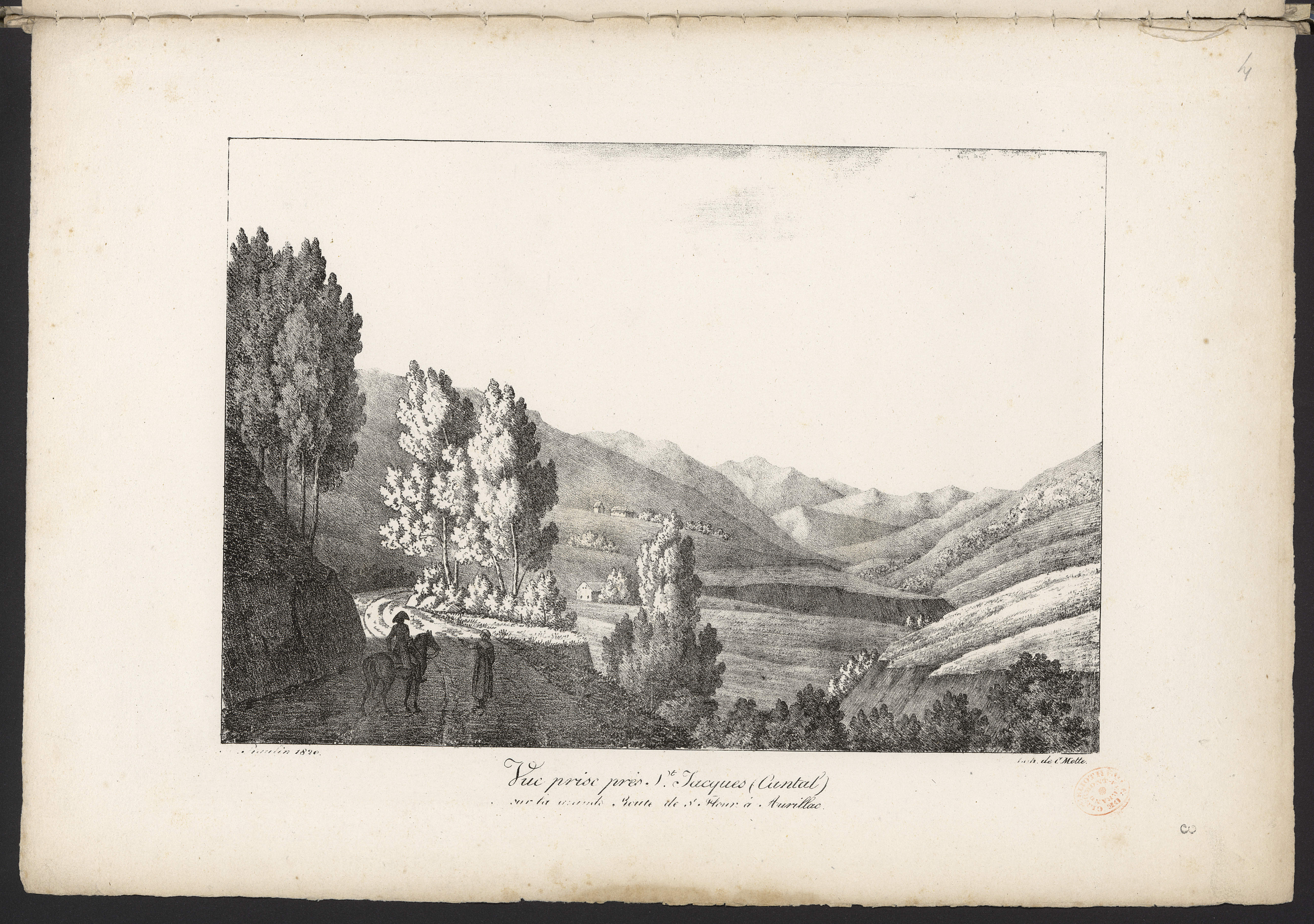
Vue prise près St Jacques - 1820

C'est sur le territoire de Saint-Jacques-des-Blats que se trouvent, pour moitié avec les communes voisines, les plus remarquables sommets des monts du Cantal :
- sur le versant ouest de la vallée :
  - le Puy Griou, altitude 1 694 mètres ;
- sur le versant est, ancienne route romaine, devenue le GR 400, passant sur les crêtes et montant d'environ 130 mètres sur 4 kilomètres :
  - le Puy Gros, altitude 1 594 mètres,
  - le col de la Chèvre, altitude 1 618 mètres,
  - le Puy de la Cède, altitude 1 768 mètres,
  - le Puy Brunet, altitude 1 806 mètres,
  - L'Arpon du Diable, sorte de cap perpendiculaire vers la vallée, altitude 1 761 mètres,
  - le Plomb du Cantal, altitude 1 855 mètres, avec les ruines de la chapelle du Cantal construite au XVIIe siècle pour les bergers des estives.
- Sites d'escalade : Les Roches Blanches et le Puy Griou.

#### Itinéraires
- La  RN 122 et le Tunnel du Lioran ;

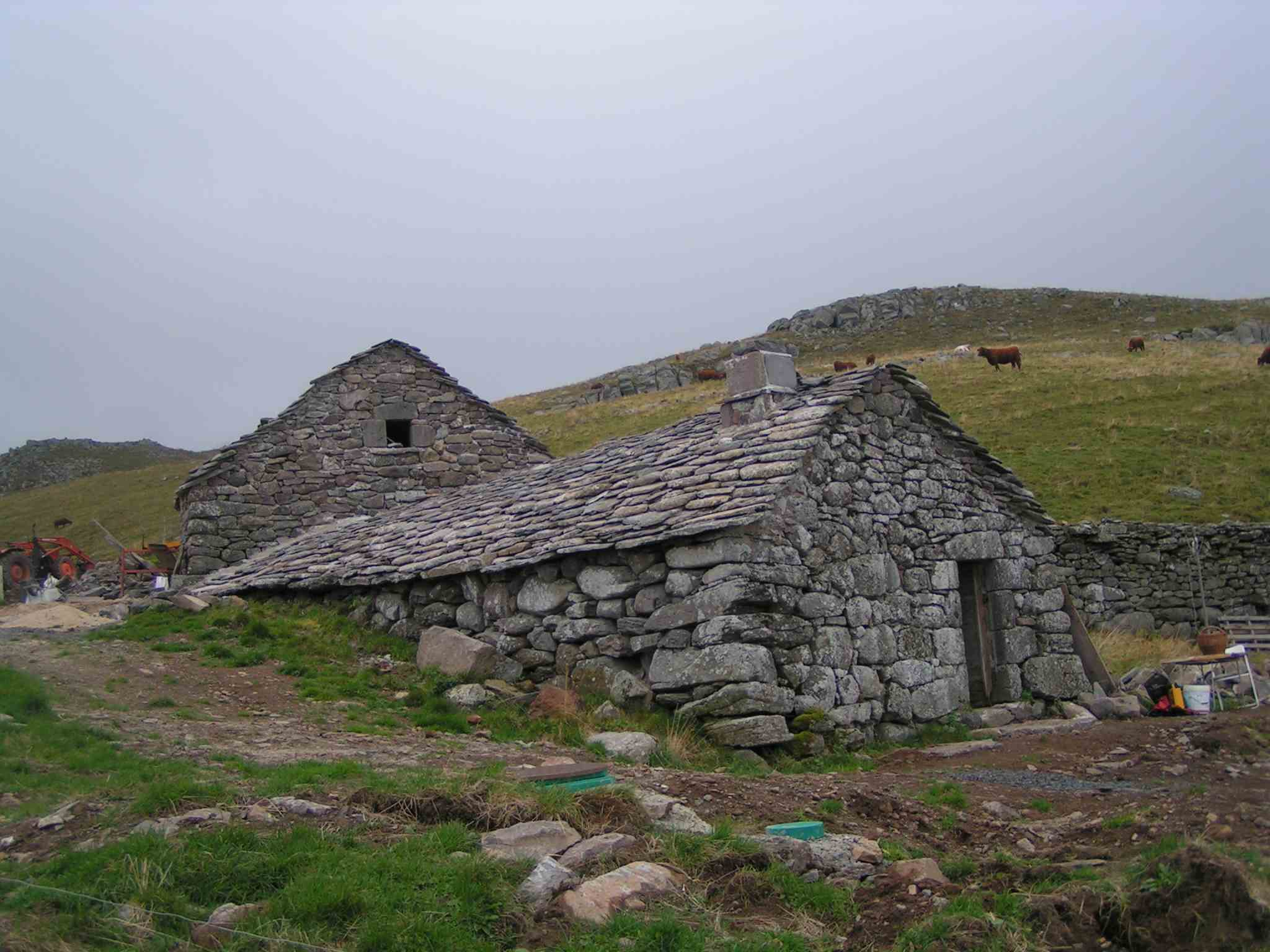
Buron refuge de la Fumade.

- le Pas de Compain, chemin escarpé permettant de rejoindre l'ancien chemin faîtal joignant Carlat à Murat en passant par le Plomb du Cantal ;
- la Via Arvernha  est un chemin de Saint-Jacques-de-Compostelle contemporain, dessiné postérieurement au GR 65 qui date du début des années 1970. Il descend du Puy Griou où il rejoint le GR 400 vers Murat, passant au bourg, puis traversant la Cère et passant sur l'autre versant de la vallée pour aller à Laroquebrou en passant par la chaumière de Granier, Thiézac, Vic-sur-Cère.

### Musées
- Un musée rassemble depuis 2016, aux Chazes, des œuvres du peintre hollandais Conrad Kickert qui séjourna dans le Cantal, et en particulier dans la vallée de la Cère, pendant la Seconde Guerre mondiale.

### Personnalités liées à la commune
- L'abbé Jammet, curé de Saint-Jacques des Blats, a créé, le premier, des relations avec Saint-Jacques de Compostelle. En 1959, il organisa un pèlerinage pour faire découvrir Saint-Jacques de Galice à une vingtaine de ses paroissiennes. Il y fut reçu par l'archevêque monseigneur Quiroga y Palacios. Trois ans plus tard, apprenant que monseigneur Quiroga présiderait des cérémonies au Puy-en-Velay, il l'invita à Saint-Jacques qui lui réserva un accueil chaleureux le 14 août 1962. Une stèle et un panneau dans l'église conservent le souvenir de cette visite. Malheureusement pour cette petite cité, cette visite n'a pas permis d'en faire une halte majeure sur les chemins contemporains de Compostelle. (voir les témoignages dans les sites Internet en notes).
- Conrad Kickert (1882-1965), peintre hollandais ayant vécu sur la commune durant la Seconde Guerre mondiale.